# انجمن منتقدان فیلم دالاس‌فورت وورث
انجمن منتقدان فیلم دالاس‌فورت وورث (به انگلیسی: Dallas-Fort Worth Film Critics Association) انجمنی آمریکایی در شهر دالاس‌فورت وورث است که جایزه‌ای به همین نام را اهدا می‌کنند. اعضای این انجمن سالانه در ماه دسامبر، برای فیلم‌هایی که در همان سال انتشار یافته‌اند، رای گیری می‌کنند و برندگان آن سال را انتخاب می‌کنند.

## جوایز متعدد
(۳ جایزه و بیشتر)
- ۵ جایزه:
  - لینکلن (۲۰۱۲): Best Picture, Actor, Supporting Actor, Supporting Actress, and Musical Score
  - فرزندان (۲۰۱۱): Best Picture, Actor, Supporting Actress, Director, and Screenplay
- ۴ جایزه:
  - بالا در آسمان (۲۰۰۹): Best Picture, Director, Actor, and Screenplay
  - کوهستان بروکبک (۲۰۰۵): Best Film, Director, Adapted Screenplay and Cinematography
  - راه‌های فرعی (فیلم) (۲۰۰۴): Best Actor, Supporting Actor, Supporting Actress and Adapted Screenplay
  - ترک لاس وگاس (۱۹۹۵): Best Film, Actor, Actress and Director
- ۳ جایزه:
  - ۱۲ سال بردگی (۲۰۱۳): Best Picture, Screenplay, and Supporting Actress
  - گرانش (۲۰۱۳): Best Director, Cinematography, and Musical Score
  - سی دقیقه پس از نیمه‌شب (۲۰۱۲): Best Actress, Director, and Screenplay
  - شبکه اجتماعی (۲۰۱۰): Best Picture, Director, and Screenplay
  - جایی برای پیرمردها نیست (۲۰۰۷): Best Film, Supporting Actor and Director
  - ارباب حلقه‌ها: بازگشت شاه (۲۰۰۳): Best Film, Director and Cinematography
  - یک ذهن زیبا (۲۰۰۱): Best Film, Actor and Director
  - زیبایی آمریکایی (۱۹۹۹): Best Film, Actor and Director
  - فهرست شیندلر (۱۹۹۳): Best Film, Supporting Actor and Director